# Сельг, Ханно Антонович
Ханно Антонович Сельг (31 мая 1932 — 2 октября 2019) — советский пятиборец. Серебряный призёр Олимпийских игр в Риме (1960), чемпион СССР (1960) по современному пятиборью.
Выступал за «Динамо» (Киев), «Калев» (Тарту, профсоюзы).

## Биография
Родился 31 мая 1932 года в эстонском городе Тарту.
Начинал как лыжник и выиграл свою первую медаль на чемпионате Эстонской ССР, серебро в эстафете 4×10 км и бронзу в слаломе в 1952 году.
В 1953 году Ханно Сельг начал заниматься современным пятиборьем. Ханно Сельг выиграл шесть титулов чемпиона Эстонской ССР по современному пятиборью и звание чемпиона Эстонии по фехтованию. В 1960 году Ханно Сельг выиграл свой единственный титул чемпиона СССР и был включен в сборную СССР. На Олимпийских играх 1960 года Сельг завоевал серебро в командных соревнованиях и был десятым в индивидуальном зачете. В 1960 году также был выбран как лучший эстонский спортсмен года.
После окончания спортивной карьеры в 1965 году работал в качестве тренера по современному пятиборью и судьей до 1979 года.
С 1979 года по 1994 год Сельг работал преподавателем Тартуского университета.
С 1995 года до конца 2010-х годов занимался бизнесом и владел частной транспортной компанией, которая обслуживает местные автобусные линии в городе Тарту.
Выступал в качестве судьи (1974, всесоюзная категория) и входил в состав предметной комиссии Министерства образования в 1964-68 годах. Писал учебные пособия, сотрудничал с «Физической культурой» /Kehakultuur/, «Спортивной газетой» /Spordileht/ и ежедневными газетами.
Скончался 2 октября 2019 года.

## Достижения
- На Олимпийских играх 1960 в Риме выиграл серебряную медаль в командных соревнованиях, занял 10 место в личном первенстве.
- Чемпион СССР в личном первенстве (1960).
- Победитель Чемпионата Профсоюзов (1963).
- Приз «Лучший спортсмен Эстонии» (1960).
- Почётный член профсоюзного спортивного общества «Калев» (1963).

## Звания и награды
- Мастер спорта СССР (1959)
- Заслуженный мастер спорта СССР (1960)
- Кандидат педагогических наук (1983), профессор.

## Награды
- Медаль «За трудовое отличие» (16.09.1960) — за успешные выступления в XVII летних и VIII зимних Олимпийских играх 1960 года, а также за выдающиеся спортивные достижения[2]